# 2025년 서울서부지방법원 습격
2025년 서울서부지방법원 습격은 2025년 1월 19일 대한민국 대통령 윤석열에 대한 체포 집행과 이에 따른 구속영장을 발부하기 위한 영장실질심사에 반발하여 극우세력들이 서울서부지방법원에 침입하여 일으킨 폭동이다. 2025년 1월 19일 오전 3시 20분경(KST)에 당직실 창문을 깨부수고 들어가 서울서부지방법원을 점거하였고 6시 8분경 경찰이 질서 완전 회복을 발표하며 종료되었다. 법원 습격 당시 경찰관 여럿이 부상을 당했고, 이 사건을 취재하던 기자들도 시위대에 폭행을 당했다.

반윤석열 진영에서 '우파 진영의 폭력성'을 드러낸 사건으로 비판하지만 윤석열 대통령이 청구한 체포 적부심을 기각한 판사는 유아인 지인인 미국 시민권자가 "재판권이 없는데 압수수색 영장을  발부한 것은 위법하다"며 제기한 준항고 사건에서 "재판권이 없어도 수사할 수 있다"며 기각한 소준섭 판사인데 윤석열 사건에서 "(공수처법에 의해 설치된 공수처 검사가 공수처법에서 내란죄) 수사권이 없어도 출석 요구할 수 있고 체포영장을 청구/발부할 수 있다"는 사법권이 수사권에 종속되어 있는 것을 드러내는 사법부 독립을 위협하는 증거인 '영장자판기'가 그 원인인데 법원행정처장 천대엽도 "압수수색 영장이 기각된다는 소리를 언론을 통해 처음 알았다"고 말한 바와 같이 현재 압수수색 영장과 체포영장 모두 발부율이 90%가 넘는 현실에서 "현직 대통령이라고 다를 것은 없다"는 것을 보여줘 헌법에 의해 보장되는 신체의 자유를 침해하여 출석을 강요하여 형사상 불리한 진술을 강요받지 않을 권리가 침해된 사건이다
2024년 대한민국 비상계엄 당시 야간에 시설이 폐쇄되어 출입을 막은 것을 비판한 야당에서 "국민 누구나 국회에 들어올 수 있어야 한다"고 한 바가 있는데 법원도 국민 누구나 출입할 수 있게 시설을 폐쇄하지 않았으면 발생하지 않았을 사건이다.

## 배경
윤석열 대통령이 기습적으로 선포한 비상계엄에 의한 내란 혐의로 인하여 검찰 특별수사본부와 고위공직자범죄수사처(공수처)와 경찰청 국가수사본부 공조 수사본부가 수사를 개시했으나 군인권센터 등 반윤석열 진영에서 "검찰은 수사권이 없다"고 하면서 공수처가 여러 차례 출석 요구를 하였으나 윤석열 대통령은 "공수처는 내란죄 수사권이 없다"고 하다가 "체포되더라도 묵비권을 행사할 것이다"라고 하면서 불응하여 공수처가 윤석열 거주지인 한남동을 관할하는 서울서부지방법원에 체포영장 청구를 하여 체포영장 발부를 받고 체포를 집행하였다. 그러나 윤석열 측은 고위공직자범죄수사처의 관할 법원은 서울중앙지방법원이라며 서울서부지방법원이 발부한 영장은 불법이라며 체포영장 집행을 경호처를 이용하여 방해하였다. 2차 체포영장 집행에서 윤석열을 체포한 이후 강제 조사를 했으나 진술 거부권을 행사하자 구속영장 청구를 하였으며, 윤석열도 서울중앙지방법원에 체포 적부심을 청구하였으나 기각되고 서울서부지방법원 차은경 부장판사가 증거인멸 우려를 들어 구속영장을 발부하였다.

## 전개

### 구속영장 발부 이전
윤석열에 대한 구속영장 심사가 진행된 2025년 1월 18일, 서울서부지방법원 앞에 모인 지지자들이 경찰 통제선을 뚫고 시위를 벌였으며, 일부 지지자는 경찰과 기자를 폭행하기도 하였다. 경찰은 불법 행위자 40여명을 현행범으로 체포했다. 지지자 17명이 담을 넘어 서울서부지방법원에 침입하기도 하였다. 당시 국민의힘 윤상현 의원은 모인 시위대에게 월담한 사람들이 곧 훈방될 것 같다고 말했으며, 이호영 경찰청장 권한대행 겸 경찰청 차장은 윤상현 의원이 강남경찰서장에게 전화를 걸어 잘 처리해달라고 부탁했다고 말했다.
법원을 빠져나가던 공수처 차량 2대가 시위대에 포위되어 차유리와 타이어가 파손되었다.

### 구속영장 발부 이후
2025년 1월 19일 2시 50분부터(KST) 구속영장이 발부되었다는 소식이 전해지자 윤석열 지지자들이 법원 담장을 넘기 시작했다. 이후 오전 3시 21분경 서부지법 후문에서 경찰 저지를 뚫고 법원 정문과 유리창을 깨부수며 법원 건물 내부로 진입했다. 폭도들은 영장실질심사가 열린 3층과 판사 집무실이 있는 6,7층에 올라가 영장을 발부한 차은경 부장판사를 찾았다. 또한 CCTV 관제실에 침투해 컴퓨터 모니터를 집어던지거나 민원실에서 서버를 파손시키려 시도했다. 무슨 일이 터졌는지 보려고 현장에 나온 중학교 2학년 학생을 시위대가 중국인으로 몰아 해코지를 하려다 중학생 아버지가 이를 저지하는 일이 발생하기도 하였다.
법원 보안관리대와 직원 20여명은 8층과 11층 옥상으로 대피했다.
6시 8분경, 경찰이 "현 시간부로 서부지법 인근 질서 완전 회복"이라 밝혔다. 경찰은 서울서부지방법원에 난입한 46명을 현행범으로 체포하였다. 구속영장이 발부되기 전에 체포된 40명을 더하면 이틀간 86명을 체포하였다. 경찰은 현행범으로 체포된 이 중 20~30대가 46명으로 가장 많은 것으로 나타났다고 밝혔다.

## 반응
최상목 대통령 권한대행은 "불법 폭력 사태에 대하여 깊은 유감을 표한다"고 말했다. 천대엽 법원행정처장은 당일 서울서부지법 피해 현장을 방문한뒤 사태가 "법치주의에 관한 전면적인 부정행위"라고 말했으며, 다음 날인 20일 열린 국회 법제사법위원회 현안질의에서 유독 영장판사 방만 의도적으로 파손이 되었다는 점에서 미리 알고 왔다고 생각한다고 밝혔다.
경찰은 윤석열 대통령에게 구속영장을 발부한 차은경 부장판사의 신변을 보호하는 조치를 취하겠다고 밝혔다.

## 결과
2025년 5월 14일부터 경찰이 서울서부지방법원과 헌법재판소에서 발생한 난동 사태로 체포한 90명 중 66명에 대해 구속영장을 신청했으며 현행범으로 체포된 90명의 연령대는 10대부터 70대까지 다양하지만, 20대와 30대가 전체의 51%에 해당하는 46명으로 집계됐다. 또한 법원에 침입한 46명 중 유튜버는 3명이었다.
검찰은 95명을 구속 기소하고 33명을 불구속 입건하였으며 서울서부지방법원 형사5단독은 법원 1층 유리 출입문을 철제 차단봉으로 깨뜨리고, 경찰관들을 강하게 밀치거나 방패를 잡고 흔드는 등 폭행을 저지른 특수건조물 침입 등 혐의로 재판에 넘겨진 신 모 씨에게 징역 4년을 선고했다 재판부는 ″피고인은 처음 제출한 반성문에서는 7층까지 올라갔다고 하면서도 법정에서는 그런 사실이 없다고 변명했다″며 ″증거 수집이 위법하다고 주장하며 범행을 일부 부인하는 등 반성하는 모습을 보기도 어려웠다″고 양형 이유를 설명했다
서울서부지방법원 형사1단독 박지원 부장판사는 특수건조물침입, 특수공무집행방해 등 혐의로 구속기소된 윤모(56)씨에게 징역 3년 6개월을 선고했다.
전광훈 목사의 사랑제일교회 특임전도사였던 윤씨는 지난 1월 19일 윤 전 대통령에 대한 구속영장이 발부되자 서부지법에 난입해 경찰의 공무집행을 방해하고 법원 출입문 셔터를 망가뜨린 혐의로 재판에 넘겨져 "피고인은 시위 현장 선두에서 법원 침해를 여러 차례 선동했다. 주도적으로 당시 법원 정문에 있던 경찰관과 법원 직원을 공포로 몰아넣고 법원의 권위에 심각한 상처를 안겼다"며 공소사실을 모두 유죄로 인정했다.
검은 복면을 쓰고 법원에 난입해 유리문에 소화기를 던지고 민원서류 작성대 등을 파손한 혐의로 기소된 옥모(22)씨 역시 징역 3년 6개월을 선고받았다. 함께 난동에 가담한 최모(35)씨와 박모(35)씨에게는 각각 징역 1년 1개월과 징역 1년 4개월이 선고됐다. 소화기로 법원 1층 현관 자동유리문을 2회 내리친 피고인에 대해서는 징역 3년 6개월이 선고됐다. 법원 7층까지 난입해 형사 단독 판사실 2개 호실을 발로 차 개방한 후 내부 수색을 벌이고, 그 과정에서 출입문에 설치된 전기 자석 도어락을 파손한 피고인에 대해서는 징역 3년,법원 당직실 내 컴퓨터 모니터, 키보드를 부수고, 1층 현관 출입구 셔터를 강제로 들어올려 파손시키고, 법원 7층까지 올라가 판사실 출입문 손잡이를 잡아당는 등 수색을 벌인 피고인에 대해서는 징역 2년 6개월이 선고됐다.
15명이 선고된 이후 합의부인 제11형사부에서 사건을 병합한 63명이 2025년 8월 1일에 선고를 했다.(2025고합60)
2025년 8월 1일에 선고한 63명 가운데 형량이 가장 높은 징역 5년을 구형받은 만19세 '투블럭남' 심모씨는 "법원 후문 앞에서 경찰관을 폭행하고, 선제적으로 깨진 창문을 통해 법원 내부로 들어가 7층까지 침입했다 이후 인근 편의점에서 라이터 등을 구매해 방화를 시도하는 등 사법 권위에 중대한 위해를 가하고, 공공의 안녕을 해친 점에서 중형 선고가 불가피하다”고 밝히면서 "범행을 인정하고 반성하는 태도를 보이고 있으며, 범행 당시 19세 미만이었던 점은 유리한 정상으로 참작했다”고 덧붙였다. 심씨는 선고 직후 “소년범 전과 하나 없는데 인생 망했다”고 울면서 외치다가 호흡 곤란 증세를 보이기도 했다.
특수공무집행방해와 특수감금 등 혐의로 구속기소된 김모씨와 장모씨에게 각각 징역 2년과 징역 1년 6개월을 선고했다.
김씨 등은 지난 1월 18일 윤 전 대통령의 구속 심사를 마친 뒤 서부지법을 벗어나는 공수처 차량을 막아서고 유리창을 내리친 혐의 등으로 재판에 넘겨졌다.
같은 날 공수처 차량 뒤에서 스크럼을 짜 차량의 이동을 막은 혐의로 함께 기소된 다른 8명에 대해서는 △징역 1년 6개월에 집행유예 3년(1명), △징역 1년에 집행유예 2년(1명), △징역 1년 2개월에 집행유예 2년(2명)의 선고가 이뤄졌다.
사랑제일교회 특임전도사 등 4명과 공수처 차량을 감금한 혐의를 받는 10명, 나머지 49명에 대한 선고가 8월 1일 이뤄지면서 피고인 63명에 대한 1심이 모두 마무리되어

징역 5년 1명 - 법원 당직실의 깨진 창문을 통해서 기름을 붓고, 라이터로 불붙인 종이를 안쪽으로 던져 방화 시도
징역 4년 - 1명 법원 1층 유리 출입문을 철제 차단봉으로 깨트리고, 내부 진입을 막던 경찰관 밀침
징역 3년6월 3명 - 유리문에 소화기를 던지고 민원서류 작성대 등을 파손, 법원 7층까지 진입하고 내부 진입을 막는 경찰관을 폭행한 혐의와 소화기로 법원 1층 현관 자동 유리문 파손, 경찰 바리케이드 파편 막대기 등으로 법원 창문을 훼손하고 현장 경찰을 향해 소화기를 분사
징역 3년 1명 - 특수공무집행방해 징역형 집행유예 중에 판사 집무실 출입문을 손괴하고 침입
징역 2년6월 2명
징역 2년 7명 -구속 심사를 마친 뒤 법원을 벗어나는 공수처 차량을 막아서고 유리창을 내리침
징역 1년10월 2명
징역 1년6월 8명 - 구속 심사를 마친 뒤 법원을 벗어나는 공수처 차량을 막아서고 유리창을 내리침, 법원 내부로 들어간 후 화분 물받이를 유리문에 던지고 부서진 외벽 타일 조각을  건물에 던짐
징역 1년4월 4명 - 3년 6개월을 선고받은 자와 함께 가담
징역 1년 돌과 하수구 덮개 등을 법원 건물을 향해 던졌다
징역 1년2월 5명
징역 1년 12명
징역 1년6월 집행유예2년 3명
징역 1년2월 집행유예2년 2명
징역 1년 집행유예3년 1명
징역 1년 집행유예2년 9명
벌금 1200만원
벌금 200만원

같은 날 선고된 피고인 중 1명인 정윤석은 법원 7층까지 갔지만 불기소 처분된 jtbc 기자와의 형평성을 거론하며 "다큐멘터리 감독으로서 촬영을 목적으로 들어갔다"고 밝혔으나 서울서부지방법원 제11형사부는 "피고인에게 개인적으로 다큐멘터리 영화를 찍을 표현의 자유 내지 예술의 자유가 있다고 하더라도, 이러한 개인적인 작품 활동의 경우에는 국민의 알 권리를 위한 보도 목적이 명백한 언론기관과 비교하여 그 수단이나 방법이 상당한지, 제3자의 법익을 침해하는지 등 정당행위의 성립 여부를 신중하게 판단할 필요가 있다"며 징역 1년 구형과 다르게 벌금 300만원을 선고했다.
다큐멘터리 감독이라는 정윤석과 다르게 유튜버 '젊은시각'은 체포된 아들 대신 아버지가 유튜브 계정을 운영했는데 "해당 유튜버는 진입하는 군중에 동참하지 않고 구석에서 촬영만 하고 갔다”며 “경찰은 그 사람만 꼭 집어서 체포해 갔다"며 "JTBC와 경찰이 시위대의 건물 진입 유도를 모의했다는 의혹을 제기"지만 '젊은시각'은 징역 1년 집행유예 2년을 선고받았다.

## 같이 보기
- 2019년 대한민국 국회의사당 습격
- 2021년 미국 국회의사당 습격